# يويشي توشيا
يويشي توشيا (باليابانية: 土屋裕一؛ بالكانا: つちや ゆういち) هو ممثل ياباني، ولد في 6 فبراير 1979 في مينامي-أربوسو في اليابان.